# Abdij Munster

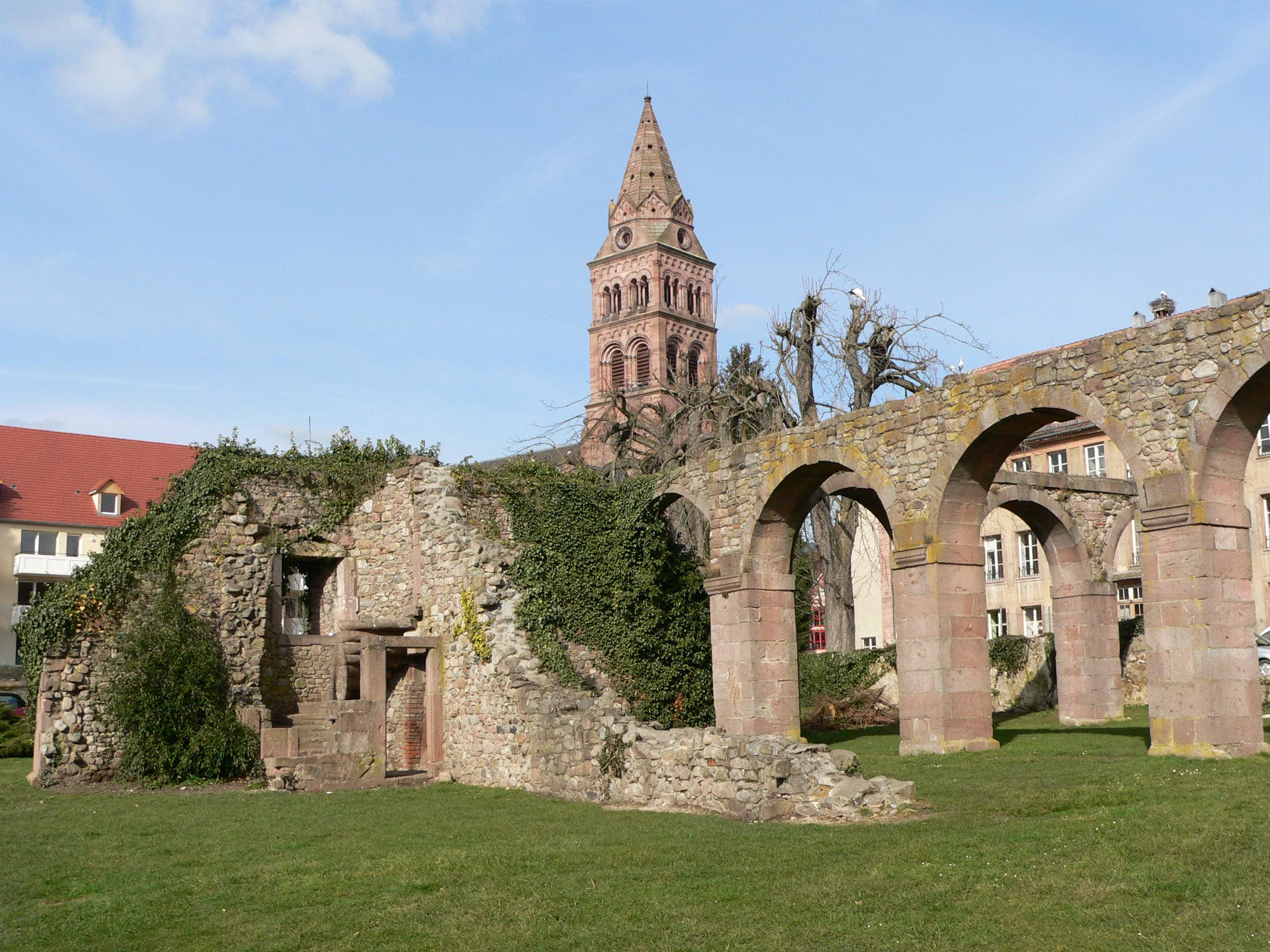
Ruïne van de abdij van Munster

Munster was een tot de Boven-Rijnse Kreits behorend abdijvorstendom binnen het Heilige Roomse Rijk.
In 675 werd de benedictijner abdij Sint-Gregorius gesticht in Munster (Duits: Münster) door hertog Eticho I. In 826 werd immuniteit verworven. Dankzij de rijkslandpolitiek in de Elzas van keizer Frederik I en keizer Frederik II kon de abdij tot 1235 het gerecht en de voogdij over het Gregoriusdal en de plaats Munster verwerven. De plaats Munster werd vervolgens tot stad uitgebouwd en groeide uit tot een van de abdij onafhankelijke rijksstad.
Het abdijvorstendom kon zich handhaven toen in 1536 in de gelijknamige rijksstad de reformatie werd ingevoerd. In paragraaf 87 van de Vrede van Münster van 1648 werd de onafhankelijkheid van de abdij in het Sint-Gregoriusdal bevestigd. In het kader van de Franse agressiepolitiek van Lodewijk XIV werd het abdijvorstendom in 1680 ingelijfd bij Frankrijk.